# Danielle Décuré
Danielle Décuré, née le 4 février 1942 à Bourg-en-Bresse dans le département de l'Ain, est une aviatrice française, la première femme pilote de ligne au sein de la compagnie aérienne Air France.

## Biographie
Danielle Décuré obtient son brevet de pilote de planeur en 1960 et d'avion en 1961. Elle aspire à être pilote de ligne, et pour cela il faut suivre l'enseignement de l'École nationale de l'aviation civile (Enac). Mais à l'époque, cette école ne recrute que des hommes.
Danielle Décuré persiste dans son désir, devient pilote professionnel en 1967. Elle se distingue en battant le record de distance sur avion privé et remporte ainsi le challenge Hélène-Dutrieu. Elle est promue pilote professionnel de première classe en 1969. Elle est employée par la société Europe Falcon et pilote alors des Mystère 20. En 1971, elle est promue commandant de bord chez Europe Falcon. Elle entre chez Air France en 1974, c'est la première femme pilote de ligne. Elle est affectée sur le réseau de l'Aéropostale, elle pilote alors des bimoteurs Fokker F27. Enfin, le 7 avril 1975, elle est nommée commandant de bord sur Airbus A300.

## Ouvrages
- Vous avez vu le pilote ? C'est une femme, Paris, Robert Laffont, 1982
Pour cet ouvrage, elle reçoit en 1982 le prix Marcel-Pollitzer, réservé à « un ouvrage historique et, de préférence, à une biographie.
Citation : « Le sexe des garçons, il leur sert à tout. Ca sert à faire la guerre, président de la République, directeur, aviateur. Ca sert à penser, à tout commander ; à décréter ; à légiférer. Accessoirement, ça sert à faire des enfants et même à faire pipi »[3].

## Pour approfondir